# Усадьба Белюстиных
Усадьба Белюстиных (дом Белюстина) — комплекс исторических зданий XIX века в Калязине. Объект культурного наследия регионального значения. Расположен у слияния рек Волги и Жабни, на улице Челюскинцев, дома 2-4.

## История
Усадебный дом построен, скорее всего, в 1810—1820-х гг. В 1843—1890 гг. усадьбой владел священник Никольского собора, краевед И. С. Белюстин, после его смерти — его сын Н. И. Белюстин, продавший усадьбу купцу И. Канбину, который в 1911 году отдал её в приданое дочери. В 1897 году дом перестроен по проекту архитектора Н. Васильева: здание расширено вглубь двора, построен флигель к северу от дома и ворота. В 2001 году усадьба реконструирована компанией «Конкор» по проекту архитектора В. А. Кустова, при этом были разобраны деревянные входные тамбуры дома и деревянные боковые стены исторического флигеля, которые были отстроены заново в кирпиче, а с южной стороны построен ещё один флигель.

## Архитектура
Усадьба сочетает черты первоначальной постройки в стиле классицизма с более поздними добавлениями в стиле эклектики классицизирующего направления. Главный дом представляет собой одноэтажное здание с высоким цоколем и мезонином, прямоугольное в плане. Мезонин имеет двускатную крышу. Главный фасад дома асимметричен благодаря парадному входу с правого края фасада. Оконные проёмы первого этажа прямоугольные, обрамлены профилированными наличниками и подоконниками. Между ними в простенках — каннелированные пилястры на высоких пьедесталах с аттическими базами, имеющие профилированные капители, под окнами — прямоугольные филёнки. Небольшие окна полуподвала прямоугольные. Над первым этажом здания — антаблемент с гладким фризом и профилированным карнизом. Мезонин снабжён балконом на всю ширину, на который ведёт дверь и два окна, а также полукруглым чердачным окном в тимпане. Противоположный фасад аналогичен главному, восемь окон первого этажа имеют сходный декор, дополненный трёхчастными замковыми камнями, стена первого этажа имеет ленточный руст, полосы которого через одну оштукатурены «под шубу». На северном и южном фасадах — по два несимметричных окна с наличниками.
Внутренняя планировка первого этажа дома устроена с круговым обходом по принципу анфилады. В передней части — парадные сени и две комнаты, в дворовой половине — спальня, столовая, кабинет и библиотека. В мезонине — две изолированных комнаты с коридором. В интерьере сохранились кафельные печи с цоколями и карнизами, филёнчатые двери, потолочные карнизы и розетки, паркетные полы.
Флигель, от которого сохранена только историческая фасадная стена, симметричен, имеет деревянный фронтон с круглым окном. На фасаде заглублены два окна, имеющие подоконники на консолях и обрамлённые каннелированными пилястрами. По краям фасад рустован. Стену завершает антамблемент с гладким фризом и массивным карнизом. Ворота между домом и флигелем состоят из двух рустованных пилонов и калитки сбоку. Калитка находится в прямоугольном проёме с трёхчастным замковым камнем, выше которого профилированный карниз.